# Пастушок меланезійський
Пастушок меланезійський (Hypotaenidia rovianae) — вид журавлеподібних птахів родини пастушкових (Rallidae).

## Поширення
Ендемік Соломонових островів. Поширений на островах Нова Джорджія, Коломбангара, Кохінгго, Вонавона та Рендова, які адміністративно належать до Західної провінції.